# 董紹基
董紹基（1925年—2002年8月），美國實業家。浙江鄞縣人。

## 生平
祖籍鄞县茅山乡董家跳村。伯父外交家董顯光。父董純瑤，上海聖約翰大學早期畢業生。弟陸軍中將董萍。妻孔令和，是孔子世家大宗世系76代嫡孫女。女董愷悌，美國知名華裔主播。子董愷元，美國知名建築師。
早年是俞大維得意門生。畢業於漢陽兵工學校5期。原任中華民國國防部兵工署工程師、上校、兵工技術隊隊長。
赴日本任中華民國駐日代表团后勤處長。赴美國任駐美采購团副团長，中華民國驻美國使馆武官。后入船王董浩雲冪下，任東方海外驻美国首任首席代表長達20年，自此常居華盛頓特區，入美國籍。2002年8月逝世於美國華盛頓特區，享年八十五歲。